# Atletica leggera ai Giochi della XXV Olimpiade - Getto del peso femminile

Video della Finale

Il getto del peso ha fatto parte del programma femminile di atletica leggera ai Giochi della XXV Olimpiade. La competizione si è svolta nei giorni 5 e 7 agosto 1992 allo Stadio del Montjuic di Barcellona.

## Presenze ed assenze delle campionesse in carica
| Competizione         | Atleta              | Prestazione | Barcellona 1992 |
| -------------------- | ------------------- | ----------- | --------------- |
| Olimpiadi 1988       | Natal'ja Lisovskaja | 22,24 m     | Presente        |
| Commonwealth 1990    | Myrtle Augee        | 18,48 m     | Presente        |
| Goodwill Games 1990  | Natal'ja Lisovskaja | 20,60 m     | Presente        |
| Europei 1990         | Astrid Kumbernuss   | 20,38 m     | Assente         |
| Asiatici 1990        | Sui Xinmei          | 20,55 m     | Non selez.      |
| Panamericani 1991    | Belsy Laza          | 18,87 m     | Presente        |
| Mondiali 1991        | Huang Zhihong       | 20,83 m     | Presente        |
|                      |                     |             |                 |
| Mondiali junior 1988 | Ines Wittich        | 18,54 m     | Non selez.      |

1. ↑  Sotto la bandiera della Squadra Unificata.
2. ↑  Sotto la bandiera della Gran Bretagna.

## La gara
Qualificazioni: il miglior lancio è della russa Kriveljova, con 19,98, davanti alla Lisovskaiya (19,58).

Finale: La Kriveljova si mette subito in testa con 20,34, mentre la connazionale fa solo 18,60 e poi due nulli ed esce di gara. Alla terza prova si mette in luce la cinese Huang Zhihong con 20,47. La Kriveljova replica con 20,89 e poi
con 21,06. La cubana Belsis Laza, primatista stagionale, non va oltre 19,70 e finisce quarta.

La campionessa uscente, Natalia Lisovskaya, si classifica al nono posto con 18,60.

## Risultati

### Qualificazioni
Accedono alla finale le atlete che ottengono la misura di 18,50 metri o le prime 12 migliori misure. Otto atlete ottengono la misura richiesta. Ad esse vengono aggiunti i 4 migliori lanci.

### Finale
Le migliori 8 classificate dopo i primi tre lanci accedono ai tre lanci di finale.
| Pos     | Atleta              | Paese             | 1ª prova | 2ª prova | 3ª prova | 4ª prova | 5ª prova | 6ª prova | Misura  | Note                                    |
| ------- | ------------------- | ----------------- | -------- | -------- | -------- | -------- | -------- | -------- | ------- | --------------------------------------- |
| Oro     | Svetlana Krivelëva  | Squadra Unificata | 20,34 m  | 20,09 m  | x        | 19,99 m  | 20,89 m  | 21,06 m  | 21,06 m | Miglior prestazione mondiale stagionale |
| Argento | Huang Zhihong       | Cina              | 20,25 m  | 20,19 m  | 20,47 m  | x        | 20,11 m  | 20,44 m  | 20,47 m |                                         |
| Bronzo  | Kathrin Neimke      | Germania          | 19,61 m  | 18,56 m  | 19,56 m  | 19,22 m  | x        | 19,78 m  | 19,78 m |                                         |
| 4       | Belsy Laza          | Cuba              | 18,78 m  | 19,70 m  | x        | x        | 18,69 m  | 18,75 m  | 19,70 m |                                         |
| 5       | Zhou Tianhua        | Cina              | 19,11 m  | 18,66 m  | 18,64 m  | 19,26 m  | 18,34 m  | 18,57 m  | 19,26 m |                                         |
| 6       | Svetla Mitkova      | Bulgaria          | 19,23 m  | x        | x        | 19,09 m  | 19,21 m  | 19,19 m  | 19,23 m |                                         |
| 7       | Stephanie Storp     | Germania          | 17,58 m  | 19,10 m  | 19,08 m  | x        | 18,96 m  | 18,43 m  | 19,10 m |                                         |
| 8       | Vita Pavlysh        | Squadra Unificata | 18,69 m  | x        | x        | x        | 18,61 m  | x        | 18,69 m |                                         |
| 9       | Natal'ja Lisovskaja | Squadra Unificata | 18,60 m  | x        | x        |          |          |          | 18,60 m |                                         |
| 10      | Krystyna Zabawska   | Polonia           | 17,81 m  | 17,89 m  | 18,29 m  |          |          |          | 18,29 m |                                         |
| 11      | Ramona Pagel        | Stati Uniti       | 18,24 m  | 18,04 m  | 17,21 m  |          |          |          | 18,24 m |                                         |
| 12      | Zhen Wenhua         | Cina              | 17,56 m  | 17,81 m  | x        |          |          |          | 17,81 m |                                         |

Legenda:
- X = Lancio nullo;
- RO = Record olimpico;
- RN = Record nazionale;
- RP = Record personale.